# Autour de Yana
Pour plus de détails, voir Fiche technique et Distribution.
Autour de Yana (החברים של יאנה, HaHaverim shel Yana) est un film israélien réalisé par Arik Kaplun, sorti en 1999.

## Synopsis
Yana vient de Russie et emménage dans un appartement à Tel-Aviv avec Eli, un vidéaste coureur de jupons. Elle attend le retour de son mari. Dans l'immeuble, elle rencontre d'autre immigrés russes.

## Fiche technique
- Titre : Autour de Yana
- Titre original : החברים של יאנה (HaHaverim shel Yana)
- Réalisation : Arik Kaplun
- Scénario : Arik Kaplun et Semyon Vinokur
- Musique : Avi Benjamin
- Photographie : Valentin Belonogov
- Montage : Einat Glaser-Zarhin et Tali Helter-Shenkar
- Production : Anat Bikel, Moshe Levinson, Marek Rozenbaum et Uri Sabag
- Société de production : Paralight, Profile Productions et Transfax Film Productions
- Pays de production :  Israël
- Genre : Comédie dramatique et romance
- Durée : 90 minutes
- Dates de sortie : 
  - Israël : 4 novembre 1999
  - France : 24 janvier 2001

## Distribution
- Evelyn Kaplun : Yana
- Nir Levy : Eli
- Shmil Ben Ari : Yuri Kalantarov
- Mosko Alkalai : Yitzhak
- Dalia Friedland : Rosa
- Vladimir Friedman : Alik
- Israel Sasha Demidov : Fima
- Lena Sachanova : Mila
- Jenya Fleisher : Edik
- Evyatar Lazar : Daniel

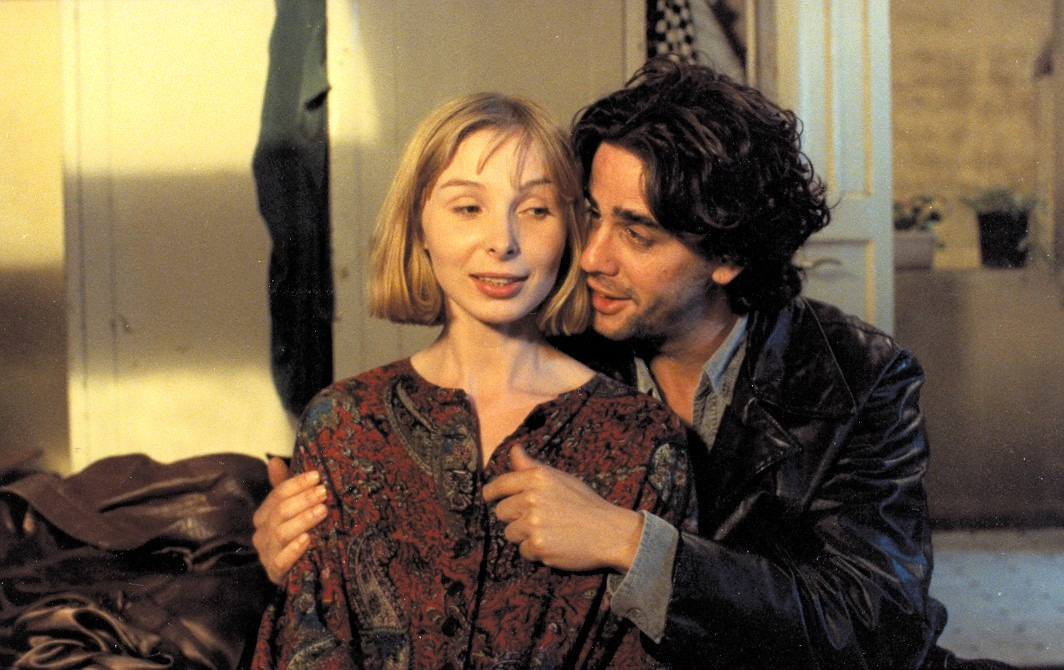
Image du film.

- Lucy Dubinchik : la fille de  Yuri

## Distinctions
Le film a été nommé pour quatorze Ophirs du cinéma et en a remporté neuf : meilleur film, meilleur réalisateur, meilleure actrice pour Evelyn Kaplun, meilleur acteur pour Nir Levy, meilleur second rôle féminin pour Dalia Friedland, meilleur second rôle masculin pour Mosko Alkalai, meilleur scénario, meilleure photographie et meilleur montage.